# Combinado (Tocantins)
Combinado es un municipio brasileño del estado del Tocantins. Se localiza a una latitud 12º47'31" sur y a una longitud 46º32'20" oeste, estando a una altitud de 383 metros. Su población estimada en 2004 era de 4 370 habitantes.
Posee un área de 192,23 km².